# Toni Dahlman
Toni Dahlman (* 3. September 1979 in Helsinki) ist ein ehemaliger finnischer Eishockeyspieler, der im Verlauf seiner aktiven Karriere zwischen 1997 und 2016 unter anderem über 370 Spiele für Jokerit Helsinki, Tampereen Ilves, Rauman Lukko, Oulun Kärpät, Helsingfors IFK und Kalevan Pallo in der finnischen SM-liiga auf der Position des rechten Flügelstürmers bestritten hat. Darüber hinaus absolvierte Dahlman weitere 22 Partien für die Ottawa Senators in der National Hockey League (NHL).

## Karriere
Toni Dahlman begann seine Karriere als Eishockeyspieler im Nachwuchs von Karhu-Kissat, für das er 1997 in der dritthöchsten Spielklasse Finnlands debütierte. Danach wechselte er in die Juniorenabteilung von Jokerit Helsinki, für die er in der höchsten Spielklasse für U20-Junioren zum Einsatz kam. Während der Saison 1998/99 debütierte er in der SM-liiga für die Herrenmannschaft Jokerits. Die Spielzeit 2000/01 verbrachte er bei Tampereen Ilves, wobei er fest dem Profikader angehörte und 65 Partien in der SM-liiga absolvierte, wobei ihm 28 Scorerpunkte gelangen. Für diese Leistung wurde er als bester Rookie mit der Trophäe Jarmo Wasaman muistopalkinto ausgezeichnet.

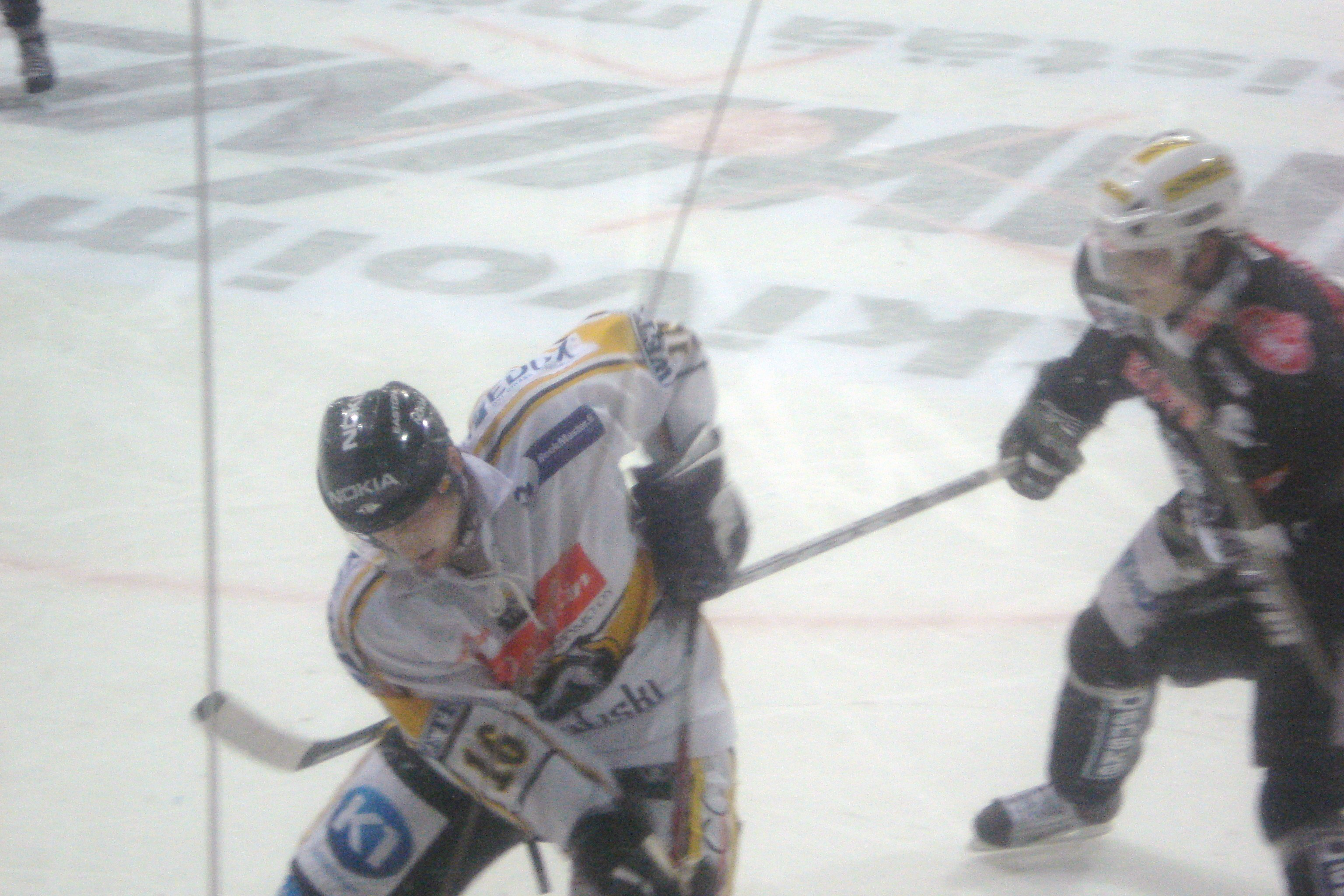
Dahlman (links) im Trikot von Oulun Kärpät

Anschließend wurde er im NHL Entry Draft 2001 in der neunten Runde als insgesamt 286. Spieler von den Ottawa Senators ausgewählt, für die er von 2001 bis 2003 zwei Jahre lang in der National Hockey League (NHL) auf dem Eis stand. Dahlman konnte sich in Ottawa nicht durchsetzen, sondern kam hauptsächlich in der American Hockey League (AHL) für Ottawas Farmteams, die Grand Rapids Griffins und Binghamton Senators, zum Einsatz. Daraufhin kehrte der Angreifer nach Finnland zurück, wo er zunächst eine Spielzeit lang bei seinem Ex-Klub Tampereen Ilves spielte sowie zwei weitere Jahre lang bei Jokerit Helsinki, bei denen er seine Profikarriere 1998 begonnen hatte.
Nach einer weiteren Spielzeit in der SM-liiga bei Rauman Lukko zog es Dahlman zum zweiten Mal in seiner Karriere ins Ausland, als er in der Saison 2007/08 in der schwedischen Elitserien bei Mora IK verbrachte. Im Herbst 2008 kehrte Dahlman, nachdem er mit der Mannschaft in die HockeyAllsvenskan abgestiegen war, in seine finnische Heimat zurück, wo er einen Vertrag beim amtierenden Meister Oulun Kärpät erhielt, mit dem er in der Saison 2008/09 erneut Vizemeister wurde. Im September 2009 wurde er vom Helsingfors IFK verpflichtet, für den er sieben Spiele in der SM-liiga absolvierte. Im Januar 2010 wurde er von Kalevan Pallo unter Vertrag genommen. Dort konnte er sich auf Anhieb einen Stammplatz erspielen, verließ den Verein jedoch bereits wieder am Saisonende und schloss sich für die Saison 2010/11 dem slowenischen Verein HK Jesenice aus der Erste Bank Eishockey Liga (EBEL) an. Auch dort wusste der Finne zu überzeugen, sodass er im Januar 2011 schließlich zu den Grizzly Adams Wolfsburg aus der Deutschen Eishockey Liga (DEL) wechselte. Mit den Niedersachsen wurde er am Saisonende Vizemeister.
Zur Saison 2011/12 kehrte Dahlman in die EBEL zurück, in der er einen Vertrag beim Graz 99ers erhielt. Er blieb dort aber ebenso nur eine Spielzeit wie bei seinen vorangegangenen Stationen. Mit dem Wechsel zum kasachischen Verein HK Arystan Temirtau schlug der Finne im Sommer 2013 ein neues Kapitel in seiner Karriere auf. Er verbrachte zwei Spieljahre in Kasachstan, gefolgt von einer Saison in Russland bei Sputnik Nischni Tagil in der zweitklassigen Wysschaja Hockey-Liga. Die Spielzeit 2015/16 begann der Stürmer bei STS Sanok in der Polska Hokej Liga (PHL), wechselte im Saisonverlauf aber zum schottischen Klub Braehead Clan in die britische Elite Ice Hockey League (EIHL). Im Sommer 2016 beendete der 36-Jährige seine aktive Karriere.

### International
Mit der finnischen U20-Nationalmannschaft nahm Dahlman an der Junioren-Weltmeisterschaft 1998 teil, bei der er mit seiner Mannschaft Weltmeister wurde. In sechs Turnierspielen steuerte er zwei Tore zum Titelgewinn bei. Für die A-Nationalmannschaft kam Dahlman zwischen 2003 und 2005 zu neun Einsätzen im Rahmen der Euro Hockey Tour.

## Erfolge und Auszeichnungen
| - 1998 Finnischer U20-Junioren-Vizemeister mit Jokerit Helsinki - 1999 Finnischer U20-Junioren-Meister mit Jokerit Helsinki - 2000 Finnischer U20-Junioren-Meister mit Jokerit Helsinki - 2000 Finnischer Vizemeister mit Jokerit Helsinki | - 2001 Jarmo Wasaman muistopalkinto - 2005 Finnischer Vizemeister mit Jokerit Helsinki - 2009 Finnischer Vizemeister mit Kärpät Oulu - 2011 Deutscher Vizemeister mit den Grizzly Adams Wolfsburg |

### International
- 1998 Goldmedaille bei der Junioren-Weltmeisterschaft

## Karrierestatistik

### International
Vertrat Finnland bei:
- Junioren-Weltmeisterschaft 1998

(Legende zur Spielerstatistik: Sp oder GP = absolvierte Spiele; T oder G = erzielte Tore; V oder A = erzielte Assists; Pkt oder Pts = erzielte Scorerpunkte; SM oder PIM = erhaltene Strafminuten; +/− = Plus/Minus-Bilanz; PP = erzielte Überzahltore; SH = erzielte Unterzahltore; GW = erzielte Siegtore; 1 Play-downs/Relegation; Kursiv: Statistik nicht vollständig)